# Pyrgulopsis pisteri
Pyrgulopsis pisteri là danh pháp hai phần của một loài ốc nước ngọt có mang và nắp, là động vật thân mềm chân bụng sống dưới nước thuộc họ Hydrobiidae.
Đây là loài đặc hữu của Nevada.